# Hubli-Dharwad
Hubli-Dharwad là một thành phố và là nơi đặt hội đồng thành phố (municipal corporation) của quận Dharwad thuộc bang Karnataka, Ấn Độ.
Hubli-Dharwad có các công trình kiến trúc nổi bật bao gồm Nhà thờ Hồi giáo Mahadi, Đền Bhavani Shankar và Tòa thị chính. Đây cũng là trung tâm giáo dục và thương mại, đặc biệt là mảng thương mại bông. Thành phố này là nơi đặt trụ sở của nhiều tổ chức, bao gồm Đại học Karnatak (thành lập năm 1949), cùng nhiều trường cao đẳng khác nhau.

## Nhân khẩu
Theo điều tra dân số năm 2001 của Ấn Độ, Hubli-Dharwad có dân số 786.018 người. Phái nam chiếm 51% tổng số dân và phái nữ chiếm 49%. Hubli-Dharwad có tỷ lệ 72% biết đọc biết viết, cao hơn tỷ lệ trung bình toàn quốc là 59,5%: tỷ lệ cho phái nam là 78%, và tỷ lệ cho phái nữ là 66%. Tại Hubli-Dharwad, 12% dân số nhỏ hơn 6 tuổi.